# R&E
R&E（アールアンドイー）は、1991年に設立された婦人靴ブランド。ブランド立ち上げ時は「IDOL」として渋谷109B1Fからスタートした。

## 概要と沿革
1991年、IDOLスタート。
1999年8月、ブランド名R&Eに変更。
2009年2月、姉妹ブランドREZOYスタート。

### R&E
10代 - 20代中盤をターゲットにした厚底が人気のブランド。109ブーム、厚底ブームの先駆けであり、00年代には安室奈美恵などの影響でストレッチブーツが大流行した。
若年向けの109系シューズブランドとしては老舗で、安定的な人気を誇る。
R&Eとしては初のMOUSSYとのコラボレーションショップを新宿にオープン。

### REZOY
2009年に設立された25歳 - 35歳のキャリアウーマンや主婦層等の大人の女性をターゲットとしたブランド。
ファッションビルだけではなく、百貨店、モールなど幅広く出店をしている。
R&Eにくらべ、ヒールは低めで幅広い年齢層から支持を受けている。